# アスク (小惑星)
アスク (4894 Ask) は小惑星帯の小惑星である。デンマークの天文学者ポール・イェンセンがブロルフェルド天文台 (Brorfelde Observatory) で発見した。
北欧神話において神々に創造された最初の人間の男性、アスクから命名された。また、彼と共に創造された最初の女性エムブラの名は次の小惑星4895番に命名されている。